# Kanton La Crau
Der Kanton La Crau ist seit 1973 ein französischer Wahlkreis für die Wahl des Départementrats in den Arrondissements Draguignan und Toulon, im Département Var in der Region Provence-Alpes-Côte d’Azur; sein Bureau centralisateur befindet sich in La Crau.

## Gemeinden
Der Kanton besteht aus sechs Gemeinden und Gemeindeteilen mit insgesamt 53.814 Einwohnern (Stand: 1. Januar 2022) auf einer Gesamtfläche von 304,78 km²:
| Gemeinde              | Einwohner 1. Januar 2022 | Fläche km² | Dichte Einw./km² | Code INSEE | Postleitzahl | Arrondissement |
| --------------------- | ------------------------ | ---------- | ---------------- | ---------- | ------------ | -------------- |
| Bormes-les-Mimosas    | 8.361                    | 97,32      | 86               | 83019      | 83230        | Toulon         |
| Hyères                | 7.952                    | 53,82      | 148              | 83069      | 83400        | Toulon         |
| La Crau               | 19.416                   | 37,87      | 513              | 83047      | 83260        | Toulon         |
| Le Lavandou           | 6.431                    | 29,65      | 217              | 83070      | 83980        | Toulon         |
| La Londe-les-Maures   | 11.010                   | 79,29      | 139              | 83071      | 83250        | Toulon         |
| Rayol-Canadel-sur-Mer | 644                      | 6,83       | 94               | 83152      | 83820        | Draguignan     |
| Kanton La Crau        | 53.814                   | 304,78     | 177              | 8302       | –            | –              |

1. ↑   Nur der nördliche Teil der Gemeinde, der Rest gehört zum Kanton Hyères.

Bis zur Neuordnung gehörten zum Kanton La Crau die vier Gemeinden Carqueiranne, Hyères, La Crau und La Londe-les-Maures. Er besaß vor 2015 einen anderen INSEE-Code als heute, nämlich 8336.